# 思逢縣
思逢縣是唐代瀘州所屬的一個羈縻縣，貞觀元年置，其轄地在今四川省瀘州市所屬瀘縣、江安縣、合江縣一帶地方，是唐代招撫當地土著所設置的州縣，一般由其頭人任州官。